# حب مترنح (فلم)
حب مترنح (بالإنجليزية: Punch-Drunk Love) هو فيلم كوميدي درامي رومانسي أمريكي من عام 2002 من كتابة وإخراج بول توماس أندرسون وبطولة آدم ساندلر وإميلي واتسون وفيليب سيمور هوفمان ولويس غوزمان وماري لين راجسكوب. يحكي الفيلم قصة رجل أعمال يعاني من القلق الاجتماعي ويعشق زميلة شقيقته في العمل.
أنتج الفيلم شركتا «ريفولوشن ستوديوز» و «نيو لاين سينما» وقامت بتوزيعه شركة كولومبيا بيكتشرز. ويتميز بفن الفيديو لجيريمي بليك في شكل فواصل مرئية. تلقى الفيلم آراء إيجابية من النقاد وتلقى أداء ساندلر إشادة واسعة النطاق، لكنه فشل في استرداد ميزانية الإنتاج البالغة 25 مليون دولار في شباك التذاكر.

## الحبكة
باري إيغان هو عازب يمتلك شركة تقوم بتسويق الغطاسات ذات الطابع الخاص بالمراحيض وغيرها من العناصر المبتكرة. لديه سبع أخوات متعجرفات يسخرون منه ويسيئون إليه عاطفيًا بانتظار، لذلك يعيش حياة منعزلة تتخللها نوبات من الغضب والقلق الاجتماعي. في أحد الأيام، شاهد حادث سيارة لا يمكن تفسيره والتقط آلة القدمية مهجورة من الشارع وقابل لينا ليونارد (زميلة إليزابيث في العمل، إحدى شقيقاته). دبرت لينا هذا الاجتماع بعد رؤيته في صورة عائلة إليزابيث في العمل.
يذهب باري إلى حفلة عيد ميلاد أخته حيث يضايقونه بشأن حياته الجنسية مما يؤدي إلى غضبه الشديد يكسر فيه الباب الزجاجي المنزلق الخاص بأخته. طلب باري من صهره إحالته إلى معالج بعد فورة غضبه. ولكنه بدلاً من ذلك باري بخط الجنس عبر الهاتف للتعامل مع وحدته. تحاول عاملة الجنس عبر الهاتف ابتزاز الأموال منه، ثم ترسل أربعة من أتباعه لجمع الأموال. يؤدي هذا إلى تعقيد علاقته الناشئة مع لينا، فضلاً عن خطته لاستغلال ثغرة في عرض ترويجي للاختيار الصحي وجمع مليون ميل من أميال برنامج المسافر الدائم عن طريق شراء كميات كبيرة من الحلوى.
عندما تغادر لينا إلى هاواي في رحلة عمل وقرر باري اللحاق بها مستخدمًا أخته للعثور على لينا، التي تشعر بسعادة غامرة لرؤيته. بينما يقضي الاثنان بعض الوقت معًا، تتصل أخت باري بلينا مما يعقد الأمور، لكن لينا تكذب بشأن لقاء مع باري، مع الحفاظ على خصوصيته وخصوصياتهما بإخلاص. تتطور الرومانسية أكثر مما أدى إلى راحة باري من العزلة العاطفية التي تحملها.
اصطدم الأخوة الأربعة في رحلة العودة بسيارة باري مما أدى إلى إصابة لينا بجروح طفيفة. بعد قتال الإخوة الأربعة بإطارات حديدية، يترك باري لينا في المستشفى وينطلق لإنهاء المضايقات. اتصل بخط الجنس عبر الهاتف واكتشف أن «المشرف» هو صاحب متجر مراتب. يسافر باري إلى بروفو، يوتا لمواجهة المالك دين وجهاً لوجه. في البداية حاول دين تخويف باري ولكن وجده أكثر تخويفًا بمجرد أن علم أن باري قد قطع كل هذه المسافة من كاليفورنيا.
يعود باري إلى المنزل ويذهب لرؤية لينا ليشرح سبب وقوع الحادث. ويتوسل للمغفرة ويتعهد بالولاء واستخدام أمياله المتكررة في السفر لمرافقتها في جميع رحلات العمل المستقبلية بعد معالجة أميال البودينغ الخاصة به. تعترف لينا بأنها كانت مستاءة أكثر من تركها في المستشفى لكنها تسامحه ويحتضن الاثنان في سعادة. تقترب لينا من باري وتحتضنه من الخلف بينما يعزف على آلة القدمية.

## الممثلون والشخصيات
- آدم ساندلر في دور باري إيغان، رجل أعمال غير متزوج يعاني من القلق الاجتماعي
- إميلي واتسون في دور لينا ليونارد، حبيبة باري وصديقة إليزابيث وزميلتها في العمل
- فيليب سيمور هوفمان في دور دين ترومبل، صاحب متجر المراتب
- ماري لين راجسكوب في دور إليزابيث إيغان، أخت باري المتعجرفة
- لويس غوزمان في دور لانس، زميل باري في العمل
- روبرت سميغل في دور والتر، طبيب أسنان وصهر باري

## الإنتاج
صرح الكاتب والمخرج بول توماس أندرسون بعد نجاح فيلم «ماغنوليا» أنه سيعمل مع الممثل آدم ساندلر وأنه مصمم على صنع فيلمه التالي بمدة تسعين دقيقة. أندرسون معجب بأفلام ساندلر، واصفًا حبه لأفلامه بأنه «كالهوس». وكتب على وجه التحديد فيلم «حب مترنح» مع وضع ساندلر وإميلي واتسون في الاعتبار. كان عليه أن يقنع المنتجة جوان سيلار التي «ارتبكت» من رغبته في اختيار ساندلر بأنه الشخص المناسب للوظيفة. استلهم أندرسون توصيف باري إيغان من مشاهدة «ساترداي نايت لايف: أفضل مجموعة لآدم ساندلر» (بالإنجليزية: Saturday Night Live : The Best of Adam Sandler compilation DVD) بشكل أساسي مع فقرة «عرض دينس» (بالإنجليزية: The Denise Show) قائلاً:
«شاهدت قرص الديفيدي الخاص بأفضل مجموعة لآدم ساندلر هذا من ساترداي نايت لايف، وحدث شيء رائع. في اللحظة التي كان يقدم هذا البرنامج الحواري المسمى «عرض دنيس»، حول صديقته السابقة التي تركته، واستدعى والده ويقول: «ماذا تفعل أنت تحرج الأسرة.» ودخل آدم في نوبة من الغضب وهو يصرخ على والده وبصراحة رأيت هذه اللحظة حيث يبدو أن بياض عينيه يتحول إلى اللون الأسود ويتدحرج في رأسه. كان الأمر كما لو أنه فقده للتو. العقل. أعيد تشغيل المشهد مرارًا وتكرارًا ويمكنك رؤيته يعود إلى الواقع. يضحك الجمهور وبدأ أخيرًا في سماعهم يضحكون بعد ثوانٍ قليلة».
ووصف أندرسون الفيلم بأنه «أحد أفلام دار الفن لآدم ساندلر»، بينما شعر الناقد السينمائي روجر إيبرت أن أندرسون «فكك أفلام آدم ساندلر وأعادها معًا مرة أخرى بطريقة جديدة على مستوى مختلف».
استوحى أندرسون في كتابته لعناصر خط الحبكة الفرعية لأميال الطيران المتكرر من القصة الواقعية لديفيد فيليبس الذي نجح في جمع أكثر من مليون ميل طيران متكرر من شراء ما قيمته 3000 دولار من بودنغ «هيلثي تشويس». تلقى أندرسون موافقة من فيليبس و«هيلثي تشويس» لاقتباس قصة فيليبس في الفيلم.

### اختيار الممثلين
شارك ساندلر أرقام الهواتف مع نجم فيلم ماغنوليا توم كروز عندما زار ساترداي نايت لايف أثناء تسجيل حلقة استضافتها الممثلة نيكول كيدمان زوجة كروز آنذاك. اتصل أندرسون بساندلر أثناء تصوير ماغنوليا من خلال مكالمة هاتفية مع كروز وأعرب عن نيته في كتابة فيلم له. وافق ساندلر على ذلك على الرغم من عدم معرفته بأندرسون. صُدم ساندلر من مشاهدته لفيلم ماغنوليا لأول مرة مما أدى به إلى «الرعب الشديد» وشكك في قدرته على التمثيل في فيلم أندرسون التالي. ساعد أندرسون في التخفيف من مخاوف ساندلر عند تسليمه له السيناريو شخصيًا. ٱعلن رسميًا عن اختيار ساندلر في نوفمبر 2000؛ صدم الاقتران غير التقليدي المراسلين حيث أنتج أندرسون أفلامًا مستقلة حازت على استحسان النقاد، بينما اشتهر ساندلر بأفلام الكوميديا السائدة.

## الاستقبال

### شباك التذاكر
بدأ الفيلم إصدارًا محليًا محدودًا في 11 أكتوبر 2002 محققًا 118.539 دولارًا من خمسة مسارح. وحقق إجمالي 17.8 مليون دولار في الولايات المتحدة وإجمالي دولي قدره 6.8 مليون دولار ليبلغ إجمالي شباك التذاكر في جميع أنحاء العالم 24.7 مليون دولار.

### الاستقبال النقدي

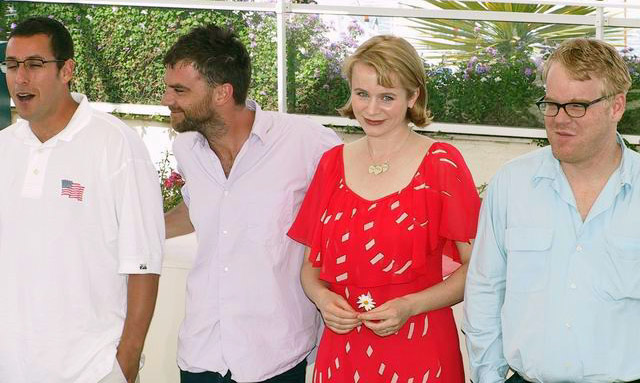
آدم ساندلر وبول توماس أندرسون وإميلي واتسون وفيليب سيمور هوفمان في مهرجان كان السينمائي في عام 2002

حصل الفيلم على موقع روتن توميتوز على نسبة موافقة تبلغ 79% بناءً على 197 مراجعة بمتوسط تقييم 7.40/10. ينص الإجماع النقدي للموقع على أن «فيلم حب مترنح غريب ومؤثر وفريد من نوعه، ولكنه أيضًا مضحك بشكل مبهج باستخدام شخصية آدم ساندلر الكوميدية لاستكشاف حياة رجل وحيد يجد الحب.» حصل الفيلم في موقع ميتاكريتيك على درجة من 78 من 100 بناءً على 37 نقادًا، مما يشير إلى «المراجعات الإيجابية بشكل عام». أعطى الجمهور في موقع سينماسكور الفيلم متوسط درجة «D+» على مقياس من «A+» إلى «F».
أعطى الناقد روجر إيبرت الفيلم ثلاثة نجوم ونصف من أصل أربعة. وأشاد بأداء ساندلر في مراجعته لصحيفة شيكاغو سن-تايمز قائلاً: «يكشف ساندلر المتحرر من قيود الصيغة عن أعماق غير متوقعة كممثل. يمكنك تخيله في أدوار دينيس هوبر عند مشاهدة هذا الفيلم. لديه ظلام وهوس وقوة. لا يمكنه الاستمرار في صنع تلك الكوميديا الحمقاء إلى الأبد، أليس كذلك؟» حصل الفيلم على المركز 33 في قائمة «أفضل 50 فيلمًا في العقد الأول من القرن الحادي والعشرين» لصحيفة إيه. في. كلوب.
فاز ساندلر بجائزة أفضل ممثل في مهرجان خيخون السينمائي الدولي عن أدائه ورُشِّح أيضًا لجائزة غولدن غلوب لأفضل ممثل - فيلم موسيقي أو كوميدي. فاز أندرسون بجائزة أفضل مخرج في مهرجان كان السينمائي 2002 وورُشِّح الفيلم لجائزة السعفة الذهبية. رُشِّح الفيلم لجائزة الجائزة الكبرى من قبل جمعية نقاد السينما البلجيكية.
اعتبر كل من مخرجي الأفلام لي أونكرتش وجاد أباتاو وكليبر ميندونسا فيلهو وميراندا جولي وبونغ جون-هو وغييرمو ديل تورو وباري جينكينز وتايكا وايتيتي وكل من الممثلين بيل ناي وأوين ويلسون وتيموثي شالاماي قد الفيلم كأحد أفلامهم المفضلة.

### الجوائز
| الجائزة                             | الفئة                             | الحائز            | النتيجة |
| ----------------------------------- | --------------------------------- | ----------------- | ------- |
| مهرجان كان السينمائي 2002           | جائزة أفضل مخرج                   | بول توماس أندرسون | فوز     |
| مهرجان كان السينمائي 2002           | السعفة الذهبية                    | حب مترنح          | رُشِّح     |
| مهرجان خيخون السينمائي الدولي       | أفضل ممثل                         | آدم ساندلر        | فوز     |
| حفل توزيع جوائز الغولدن غلوب الستون | أفضل ممثل - فيلم موسيقي أو كوميدي | آدم ساندلر        | رُشِّح     |
| جزائز إم تي في للأفلام              | أفضل قبلة                         | آدم ساندلر        | رُشِّح     |
| جزائز إم تي في للأفلام              | أفضل قبلة                         | إميلي واتسون      | رُشِّح     |
| جمعية تورونتو لنقاد السينما         | أفضل ممثلة مساعدة                 | إميلي واتسون      | فوز     |
| دائرة فانكوفر لنقاد السينما         | أفضل ممثلة مساعدة                 | إميلي واتسون      | رُشِّح     |

## وسائل الإعلام المنزلية
صدر الفيلم على في إتش إس ودي في دي بواسطة شركة «كولومبيا ترايستار هاوم إنترتيمنت» في 24 يونيو 2003.
أصدرت شركة «ذي كرايتيريون كولكشن» الفيلم على بلوراي في نوفمبر 2016 مع إعادة نقل فيديو عالي الوضوح (بالإنجليزية: HD)، وهي المرة الأولى التي تقوم فيها الشركة بذلك مع أندرسون وساندلر. يحتوي على لقطات وراء الكواليس حول جلسة تسجيل للموسيقى التصويرية للفيلم، ومؤتمر صحفي في مهرجان كان السينمائي ومشاهد محذوفة.

## الموسيقى التصويرية
قام الملحن جون بريون بتلحين فيلم «حب مترنح». تعاون بريون وأندرسون بشكل كبير لإنتاج موسيقى الفيلم. كما حصل في فيلم ماغنوليا. ولكن، قام بريون بعمل مؤلفات أثناء صنع الفيلم بدلاً من تسجيل الفيلم بعد تصوير مشاهد تقريبية. اختبر بريون أثناء عملية التسجيل النغمات والأصوات ولاحظ بعناية ما سيستجيب له أندرسون. قام أندرسون نفسه بابتكار الإيقاعات الصوتية التي يتصورها في الموسيقى التصويرية واستخدمها أثناء التصوير إلى حد إلهام وتيرة أداء ساندلر.
تتميز موسيقى الفيلم بالاستخدام المكثف لآلة القدمية. كان بريون قد قدمها إلى أندرسون في فيلم ماغنوليا، وكان أندرسون يعلم أنه يريد أن تظهر هذه الآلة بقوة في الموسيقى التصويرية. كانت العديد من المشاهد بين شخصية ساندلر والأداة مستوحاة من بريون. على سبيل المثال، عثر بريون ذات مرة على آلة القدمية بها ثقب في منفاخها قبل الذهاب في جولة مع المغنية أيمي مان. لإصلاح المشكلة، قام بريون بتغطية الفتحة بشريط لاصق. يتم تصوير هذه الحادثة في الفيلم.